# جايسون آدامز
جايسون آدامز (بالإنجليزية: Jason Leland Adams)‏ (و. 1963  م) هو ممثل، ومنتج أفلام، وممثل تلفزي، وكاتب سيناريو أمريكي، ولد في واشنطن.

## التعليم
تعلم في كلية بودوين
.

## جوائز
حصل على جوائز منها:

Helen Hayes Award ‏

## وصلات خارجية
- جايسون آدامز على موقع IMDb (الإنجليزية)
- جايسون آدامز على موقع كينوبويسك (الروسية)

- جايسون آدامز في قاعدة بيانات الأفلام على الإنترنت